# Patrick O’Connor (lekkoatleta)
Patrick Earl O'Connor (ur. 17 września 1966) – jamajski lekkoatleta, specjalizujący się w długich biegach sprinterskich, uczestnik letnich igrzysk olimpijskich w Barcelonie (1992).

## Sukcesy sportowe
| Rok  | Miasto    | Zawody                                   | Konkurencja                      | Wynik                     |
| ---- | --------- | ---------------------------------------- | -------------------------------- | ------------------------- |
| 1989 | San Juan  | mistrzostwa Ameryki Środkowej i Karaibów | bieg na 200 m                    | brązowy medal             |
| 1989 | Duisburg  | letnia uniwersjada                       | sztafeta 4 × 400 m               | złoty medal               |
| 1990 | Seattle   | igrzyska Dobrej Woli                     | sztafeta 4 × 400 m               | srebrny medal             |
| 1991 | Hawana    | igrzyska panamerykańskie                 | sztafeta 4 × 400 m               | brązowy medal             |
| 1991 | Sheffield | letnia uniwersjada                       | bieg na 400 m sztafeta 4 × 400 m | złoty medal srebrny medal |
| 1991 | Tokio     | mistrzostwa świata                       | sztafeta 4 × 400 m               | brązowy medal             |
| 1993 | Stuttgart | mistrzostwa świata                       | sztafeta 4 × 400 m               | 7. miejsce                |

## Rekordy życiowe
- bieg na 200 metrów – 20,68 – Provo 31/05/1989
- bieg na 200 metrów (hala) – 21,20 – Boston 03/3/1990
- bieg na 400 metrów – 45,50 – Kingston 04/05/1991